# هوغو فينتورا
هوغو فينتورا فيريرا مورا غيديز (بالبرتغالية: Hugo Ventura Ferreira Moura Guedes‏) ويعرف أيضاً باسم فينتورا هو لاعب كرة قدم برتغالي في مركز حراسة المرمى ولد في يوم 14 يناير 1988 في مدينة فيلا نوا دغايا في البرتغال، يلعب حالياً مع نادي بورتو وسبق أن لعب مع نادي سبورتينغ لشبونة ونادي ريو أفي ونادي أولهانينسه، كما لعب مع منتخب البرتغال لكرة القدم تحت 21 سنة ويبلغ طوله 185 سم.

## وصلات خارجية
- هوغو فينتورا على موقع الاتحاد الأوربي (الإنجليزية)
- هوغو فينتورا على موقع قاعدة بيانات كرة القدم.إي يو (الإنجليزية)
- هوغو فينتورا على موقع Soccerway.com (الإنجليزية)
- هوغو فينتورا على موقع عالم كرة القدم.نت (الإنجليزية)
- هوغو فينتورا على موقع كووورة
- هوغو فينتورا على موقع AS.com (الإسبانية)

- هوغو فينتورا على موقع فوتبول زيت